# Antonov
Antonov (Антонов), ou Antonov Aeronautical Scientific/Technical Complex (Antonov ASTC) é uma companhia estatal ucraniana fundada em 1946, especializada em projetar e construir aeronaves, notadamente aviões de grande porte.

## História
A companhia leva o nome de Oleg Antonov (Олег Антонов), projetista dos aviões An-2, An-22, An-24 e outros aviões lendários.
Constituída logo após a Segunda Guerra Mundial, no início da Guerra Fria, suas unidades de produção foram divididas em várias partes da então URSS, a fim de minimizar o risco de afetar a produção em caso de novos conflitos.
Como resultado desta política, os aviões Antonov são construídos em várias indústrias aeroespaciais, localizadas em Kharkiv (Ucrânia), Novosibirsk (Rússia) e Tashkent (Uzbequistão).

## Aviões
| Aeronave | Nome         | Apelido na OTAN | Voo inaugural          | Finalidade                                                            |
| -------- | ------------ | --------------- | ---------------------- | --------------------------------------------------------------------- |
| A-40     | Krylaty Tank |                 | 1942                   | Tanque de Guerra com Asa                                              |
| An-2     | Kukuruznik   | Colt            | 31 de Agosto de 1947   | Biplano de transporte utilitário rural                                |
| An-3     | .            | Colt            | 13 de Maio de 1980     | Versão mais moderna do An-2                                           |
| An-4     | .            | Colt            | 1949                   | Versão aquática do An-2                                               |
| An-6     | Meteo        | Colt            | 21 de Março de 1948    | Aeronave de reconhecimento baseado no An-2                            |
| An-8     | .            | Campo*          | 1955                   | Transporte militar leve                                               |
| An-10    | Ucrânia*     | Gato*           | Março de 1957          | Transporte de passageiros de porte médio                              |
| An-12    | .            | Cubo*           | 16 de Dezembro de 1957 | Transporte militar desenvolvido a partir do An-10                     |
| An-14    | Pchelka      | Clode           | 1958                   | Transporte utilitário                                                 |
| An-22    | Anteus*      | Torneira*       | Fevereiro de 1965      | Cargueiro extremamente grande                                         |
| An-24    | .            | Coca*           | 20 de Outubro          | Transporte de pessoas                                                 |
| An-26    | .            | Onda*           | 1969                   | Transporte de pessoas derivado do An-24                               |
| An-28    | .            | Dinheiro*       | Setembro de 1969       | Transporte leve de pessoas                                            |
| An-30    | .            | Clank           | 1967                   | Versão do An-24 usado para cartografia                                |
| An-32    | .            | Cline           | 1976                   | Versão militar do An-26                                               |
| An-38    | .            | Dinheiro*       | 1994                   | Versão de transporte comercial do An-28                               |
| An-70    | .            | .               | 16 de Dezembro de 1994 | Transporte de meia distância                                          |
| An-71    | .            | Madcap          | 12 de Julho de 1985    | Sistema de controle aéreo-naval desenvolvimento para o An-72          |
| An-72    | Cheburashka  | Coaler          | 31 de Agosto de 1977   | Transporte militar usado para pistas curtas                           |
| An-74    | Cheburashka  | Coaler          | 1983                   | Versão civil do An-72                                                 |
| An-124   | Ruslan       | Condor          | 26 de Dezembro de 1982 | Transporte aéreo tático e a maior aeronave feita em escala industrial |
| An-140   | .            | .               | 18 de Setembro de 1994 | Aeronave de tamanho pequeno usado como taxi aéreo                     |
| An-148   | .            | .               | 17 de Dezembro de 2004 | Versão do An-74 usado como taxi aéreo                                 |
| An-174   | .            | .               |                        | Versão maior do An-74                                                 |
| An-178   | -            | -               | 07 de Maio de 2015     | Aeronave cargueira                                                    |
| An-180   | .            | .               | em desenvolvimento     | Aeronave comercial com capacidade de 175 passageiros                  |
| An-225   | Mriya        | Cossack         | 21 de Dezembro de 1988 | Maior aeronave cargueira do mundo                                     |
| SKV      | .            | .               | .                      | Baseado no An-14                                                      |

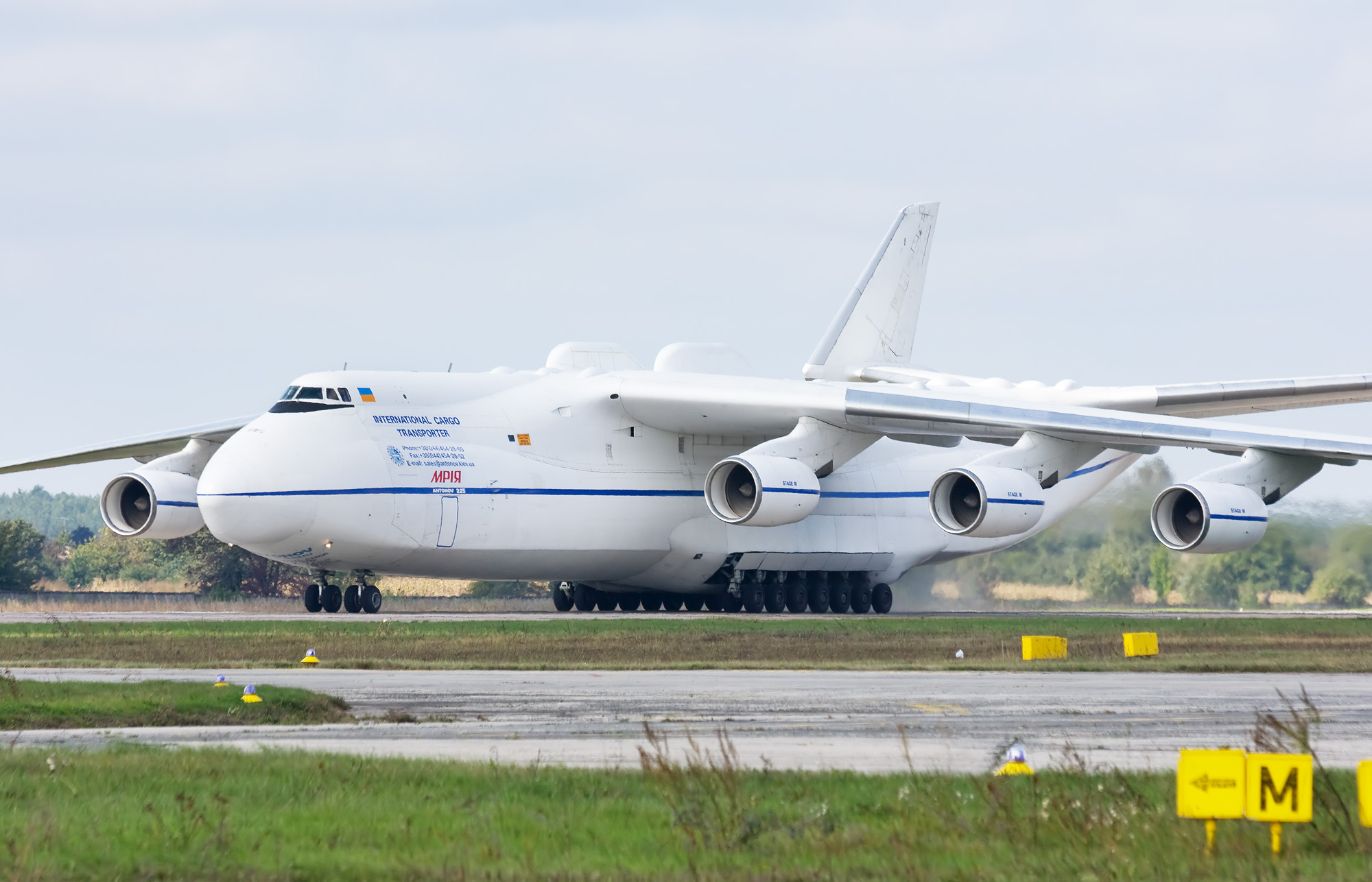
Antonov An-225, a maior aeronave já construída.

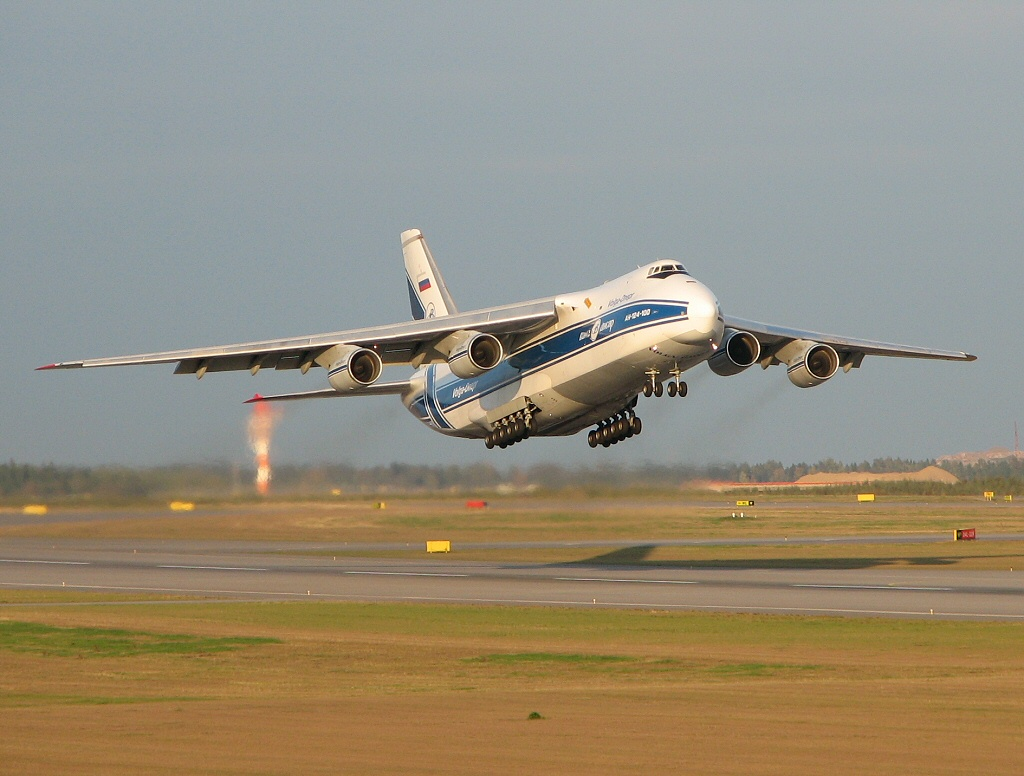
Antonov An-124.

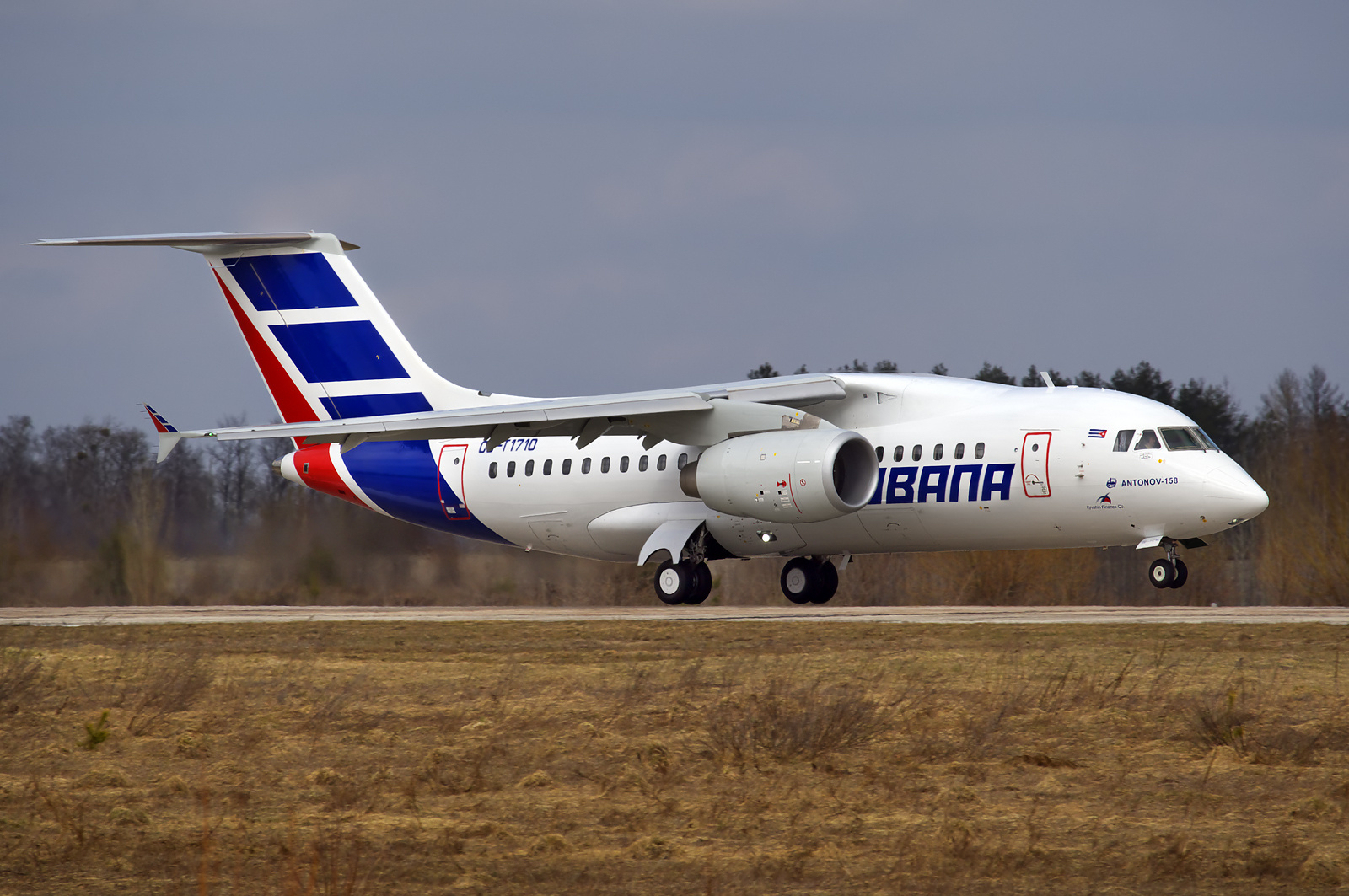
Antonov An-148.

(*) Nomes traduzidos do inglês e do russo.